# Богацкий, Павел Александрович
Павел Александрович Богацкий (укр. Павло́ Олекса́ндрович Бога́цький ; 17 марта 1883, Купин, Подольская губерния (ныне Городокском районе Хмельницкой области Украины) — 22 декабря 1962, Вуллонгонг Новый Южный Уэльс, Австралия) — украинский общественно-политический и военный деятель, журналист, литературовед, литературно-театральный критик, шевченковед, театровед, педагог, библиограф. Действительный член НТШ и Украинского историко-филологического общества.

## Биография
Сын священника. Окончил Подольскую духовную семинарию, затем офицерскую школу в Вильно.
Находился под влиянием как национальных, так и социалистических идей. Активный участник революционных событий 1905—1907 годов. В сентябре 1906 года был арестован.
В 1907—1908 — студент агрономического отделения Киевского политехнического института.
Вместе с Н. Шаповалом в 1909 был соучредителем журнала «Украинская хата», выходившим в Киеве. Отстаивал идею освобождения деятелей украинского революционного движения из-под влияния российских социалистических и демократических партий.
В 1914 журнал «Украинская хата» был закрыт, а Богацкий сослан в Нарымский край.
В 1917 вернулся из ссылки на Украину и был назначен начальником киевской милиции. Во время Директории УНР в 1918—1919 занимал должность столичного отамана и атамана Коша Охраны Республики.
С 1922 — в эмиграции. Редактировал газету «Українська трибуна» (Варшава, 1920), затем — редактор журнала «Нова Україна» (Прага, 1922—1923).
В 1926 возглавил Украинский издательский фонд, стал секретарём и действительным членом Украинского социологического института, директором библиотеки и руководителем Кабинета шевченковедения. С 1930 — преподаватель в Украинском социологическом институте.
В 1940 выехал в Германию. В 1949 — эмигрировал в Австралию, работал там преимущественно как журналист.

## Творчество
Первые литературные произведения опубликовал в 1906 г. Создал также ряд литературоведческих и библиографических трудов («Материалы к критическому изданию произведений Григория Чупринки», 1926 и др.), литературно-критических очерков, рецензий и др.

## Избранные публикации
- «Камелія» (1918) — сборник новелл
- «Під баштою зі слонової кості» (1923)
- «На шляху до освіти» (1941)
- «Нові літературні прямування» (1942)
- «„Кобзар“ Т. Шевченка за сто років 1840—1940» (1942)
- «Сучасний стан світового мистецтва»
- Мала Літературна Енциклопедія (2002) Сидней ISBN 0-908168-12-8.
- Матеріали до критичного видання творів Грицька Чупринки. — Прага, (1926)
- Мій дім, мій край, моє життя: Хроніка життя родини Богацьких. — Миттенвальд, (1947)
- Сьогочасні літературні прямування. — Прага: Нова Україна, (1923)
- Чесний робітник: Оповідання // Дзвін. — (1990)